# NGC 2028
NGC 2028 (другое обозначение — ESO 56-SC152, LH 80) — рассеянное скопление в созвездии Столовой Горы, расположенное в Большом Магеллановом Облаке. Открыто Джоном Гершелем в 1836 году. Регион скопления исследовался на наличие мазерных источников, но их не было обнаружено. Известен остаток сверхновой не менее чем в 40 парсеках от скопления, физическая связь его и скопления неизвестна. Возраст скопления — 70—200 миллионов лет.
Этот объект входит в число перечисленных в оригинальной редакции «Нового общего каталога».